# From the Screen to Your Stereo
From the Screen to Your Stereo — мініальбом від американського поп-панк гурта New Found Glory (на той час називався A New Found Glory). Виданий 28 березня 2000 року на Drive-Thru Records. Всі треки на альбомі являли собою кавер версії саундтреків до різних художніх фільмів. Додатково альбом був виданий на 10” вінілі у трьох різних кольорах: світло блакитному, червоному та білому. У 2007 році гурт видав продовження цього альбому під назвою From the Screen to Your Stereo Part II.

## Список пісень
| From the Screen to Your Stereo | From the Screen to Your Stereo                    | From the Screen to Your Stereo | From the Screen to Your Stereo |
| #                              | Назва                                             | Саундтрек до фільму            | Тривалість                     |
| ------------------------------ | ------------------------------------------------- | ------------------------------ | ------------------------------ |
| 1.                             | «That Thing You Do» (The Wonders)                 | Те, що ти робиш                | 1:58                           |
| 2.                             | «Never Ending Story Theme Song» (Limahl)          | Безкінечна історія             | 2:18                           |
| 3.                             | «I Don't Want to Miss a Thing» (Aerosmith)        | Армагедон                      | 2:30                           |
| 4.                             | «The Goonies 'R' Good Enough» (Cyndi Lauper)      | Дурні                          | 2:32                           |
| 5.                             | «The Glory of Love» (Peter Cetera)                | Карате кід 2                   | 3:19                           |
| 6.                             | «(Everything I Do) I Do It for You» (Bryan Adams) | Робін Гуд: Принц грабіжників   | 2:55                           |
| 7.                             | «My Heart Will Go On» (Celine Dion)               | Титанік                        | 3:03                           |
| 18:35                          |                                                   |                                |                                |

## Учасники
- Джордан Пандік — вокал
- Чед Гілберт — гітара
- Стів Кляйн — гітара
- Іан Грашка — бас-гітара
- Кір Болукі — ударні